# Fehérvári József
Fehérvári József (Budapest, 1919 – Budapest, 2005. július 21. előtt) magyar nemzetközi labdarúgó-játékvezető.

## Pályafutása

### Nemzeti játékvezetés
1953 őszén lett az NB I, a legfelső szintű labdarúgó-bajnokság játékvezetője. Az aktív nemzeti játékvezetéstől 13 éves pályafutását követően 1968-ban búcsúzott. NB I-es mérkőzéseinek száma: 74.
| Időpont             | Helyszín                         | Mérkőzés típusa          | Mérkőzés                          | Eredmény |
| ------------------- | -------------------------------- | ------------------------ | --------------------------------- | -------- |
| 1953. szeptember 6. | Rohonci úti stadion, Szombathely | első NB. I-es mérkőzés   | Szombathelyi Haladás–Győri ETO FC | 3 : 1    |
| 1968. június 2.     | Sóstói Stadion, Székesfehérvár   | utolsó NB. I-es mérkőzés | Videoton FC–Csepel SC             | 1 : 3    |

### Nemzetközi játékvezetés
A Magyar Labdarúgó Szövetség (MLSZ) Játékvezető Bizottsága (JB) 1962-ben terjesztette fel nemzetközi játékvezetőnek, a Nemzetközi Labdarúgó-szövetség (FIFA) bíróinak keretébe. Több válogatott és nemzetközi klubmérkőzést vezetett, vagy működő társának partbíróként segített. Az aktív nemzetközi játékvezetéstől 1965-ben búcsúzott.

## Külső hivatkozások
- Fehérvári József. World Referee. [2016. március 4-i dátummal az eredetiből archiválva]. (Hozzáférés: 2012. július 1.)
- Fehérvári József. footballzz.com. (Hozzáférés: 2012. július 1.)